# Danny Miranda (muzician)

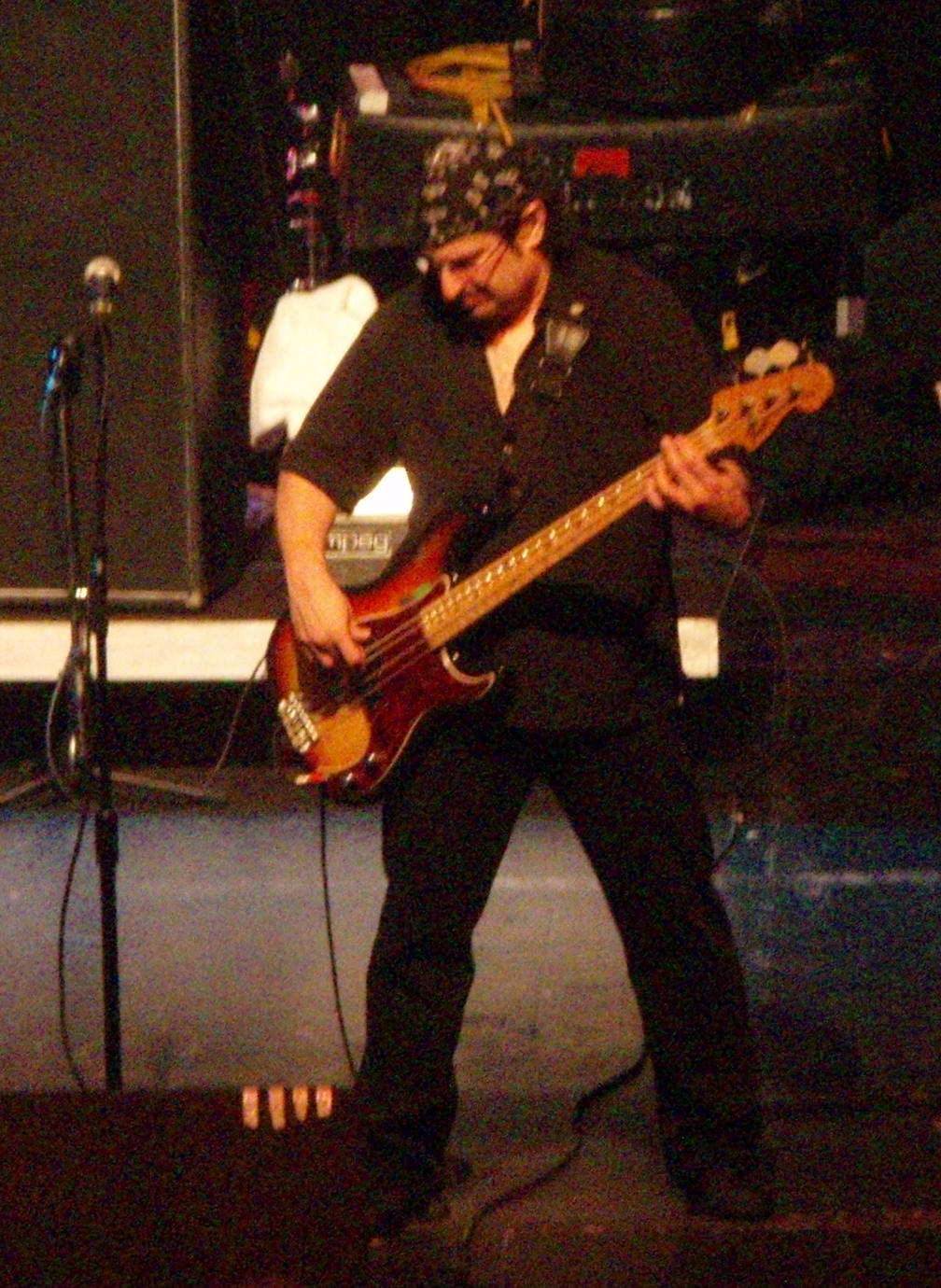
Danny Miranda

Danny Miranda (n. 21 martie 1964, Brooklyn, USA) este un muzician american, cel mai bine cunoscut ca fost basist al formației Blue Öyster Cult. Miranda a fost și basistul tururilor din anii 2005 și 2006 a evenimentelor cunoscute sub numele Queen + Paul Rodgers. Actualmente este implicat în colaborarea cu formația Faith and Fire, care îl are ca solist vocal pe Tony Moore al formației Riot. Actualmente, Miranda este în proces de a termina turul muzical cu Blue Öyster Cult, având planuri de a concerta din nou cu Queen.

## Discografie selectivă
- Morning Wood - Morning Wood (CD 1992)
- Queen + Paul Rodgers - Return of the Champions (CD/DVD, 2005)
- Queen + Paul Rodgers - Super Live in Japan (DVD, 2006, Japan only)
- Faith and Fire - Accelerator (CD/2006)